# Fujirenna
Koordinaten: 68° 59′ S, 39° 40′ O
Die Fujirenna (norwegisch, japanisch ふじ海底谷 Fuji Kaitei-koku, deutsch ‚Fuji-Unterseeboot-Tal‘) ist eine glaziale Tiefseerinne im Ongul-Sund vor der Prinz-Harald-Küste des ostantarktischen Königin-Maud-Lands. Sie liegt in 600 m Meerestiefe und erstreckt sich vom Langhovde-Gletscher nordwärts zwischen dem Ostufer der Lützow-Holm-Bucht und der Inselgruppe Flatvær.
Japanische Wissenschaftler kartierten sie anhand von Sonarmessungen, die zwischen 1959 und 1974 durchgeführt wurden. Sie benannten die Rinne 1989 nach dem dafür eingesetzten Eisbrecher Fuji. Wissenschaftler des Norwegischen Polarinstituts übertrugen diese Benennung 1990 ins Norwegische.